# HUB Uitgevers
HUB Uitgevers was een uitgeverij van een groot aantal Nederlandstalige tijdschriften. De uitgeverij is in 1993 opgericht door Wouter Hendrikse en groeide in het begin van de 21e eeuw uit tot de grootste ICT-uitgever in Nederland en België, met meer dan twintig consumentenbladen en een aantal business-to-business-tijdschriften.
In november 2007 nam HUB Uitgevers vier tijdschriften over van VNU Media: Computer Idee, PCM, Power Unlimited en de Nederlandse licentie voor het Gizmodo magazine. Met de overname zou volgens Wouter Hendrikse een bedrag van tussen een paar miljoen en enkele tientallen miljoenen zijn gemoeid. In 2010 verkreeg het bedrijf een aanzienlijk belang in Focus Media, uitgever van het gelijknamige tijdschrift. Op 1 juli 2011 werd de Belgische uitgeverij Minoc Business Press overgenomen met bladen als PC Magazine en ZDNet.be.
Op 10 januari 2012 nam HUB Uitgevers de website Hyped.nl over. Op 8 maart 2012 nam het bedrijf een belang in Helden Van Nu, een glasvezelnetwerk.
Hoewel HUB Uitgevers voornamelijk bekendheid genoot als uitgever van IT-bladen, begaf het bedrijf zich ook op andere terreinen. Zo publiceerde het in samenwerking met Discovery Channel het blad Discovery Magazine.
Op 20 augustus 2012 werd een reorganisatie aangekondigd waarbij 35 van de 161 arbeidsplaatsen verdwenen. De opgeheven arbeidsplaatsen zouden worden gecompenseerd door freelancers die kopij aanleverden. In het jaar daaropvolgend werden nog eens 50 arbeidsplaatsen opgeheven.
Op 26 augustus 2013 werd het faillissement van de uitgeverij aangevraagd. Reeds de volgende dag werd het faillissement verleend.
De websites Androidworld.nl en IGN BeNeLux zijn gaan samenwerken met Media Lizard, een bedrijf opgericht door enkele ex-medewerkers van HUB Uitgevers na het faillissement.
Een aantal bladen van HUB Uitgevers - Computer Idee, PCM, Media Totaal, Linux Magazine en Power Unlimited - werd op 9 september 2013 uit de faillissementsboedel gekocht door Reshift Digital, waarbij een groot deel van de op dat moment nog 75 banen meeging. Niet overgenomen werden: PC-Active, Hardware.info, Focus Media, ZDNET.nl, Java Magazine en network Pro.
Drie voormalige directeuren van HUB Uitgevers, Paul Molenaar, Martin Smelt en Johan van Dijk, zijn overgegaan naar het nieuwe bedrijf, waar ze via nieuw opgerichte holdings ook aandeelhouder van zijn. Deze holdings werden reeds voor het faillissement van HUB Uitgevers opgericht. ICT-bladenuitgever IDG Communications uit Amsterdam stelt geïnteresseerd te zijn geweest in overname van een deel van de bladen van HUB Uitgevers, maar een gesprek werd door de curator afgehouden. De curator stelt dat het bod van IDG te laag was en dat hij voorkeur gaf aan een partij die het hele pakket bladen wilde overnemen.

## Tijdschriften
Enkele tijdschriften met een artikel op Wikipedia zijn:
- Computer Idee
- PCM
- GMR Magazine (gestopt in december 2008)
- [N]Gamer (gestopt in maart 2013)
- Poker Magazine (gestopt in februari 2009)
- Power Unlimited
- PC-Active